# 100 (liczba)
100 (sto) – liczba naturalna następująca po 99 i poprzedzająca 101.

## W matematyce
- 100 jest liczbą Harshada[1]
- 100 jest liczbą potężną[2]
- 100 jest liczbą praktyczną[3]
- 100 jest liczbą wesołą[4]
- 100 jest liczbą Leylanda (26 + 62)[5]
- 100 jest liczbą kwadratową[6]
- 100 jest sumą pierwszych dziewięciu liczb pierwszych (2 + 3 + 5 + 7 + 11 + 13 + 17 + 19 + 23)
- 100 jest sumą sześciu par liczb pierwszych: 3 + 97, 11 + 89, 17 + 83, 29 + 71, 41 + 59 i 47 + 53
- 100 jest kwadratem sumy czterech pierwszych liczb naturalnych ((1 + 2 + 3 + 4)2)
- 100 jest sumą sześcianów czterech pierwszych liczb (13 + 23 + 33 + 43)
- 100 może być przedstawione w postaci liczby mieszanej składającej się jedynie z niepowtarzających się cyfr od 1-9 na jedenaście sposobów[a][7]
- 100 może być przedstawione jako działanie arytmetyczne na kolejnych 9 cyfrach z zakresu 1-9 na jedenaście sposobów (1 (?) 2 (?) 3 (?) 4 (?) 5 (?) 6 (?) 7 (?) 8 (?) 9 = 100)[b][7]
- 100 jest palindromem liczbowym, czyli może być czytana w obu kierunkach, w pozycyjnym systemie liczbowym o bazie 7 (202), bazie 9 (121), bazie 19 (55) oraz bazie 24 (44)
- 100 należy do dziewięciu trójek pitagorejskich (28, 96, 100), (60, 80, 100), (75, 100, 125), (100, 105, 145), (100, 240, 260), (100, 495, 505), (100, 621, 629), (100, 1248, 1252), (100, 2499, 2501).

## W nauce
- liczba atomowa fermu (Fm)
- galaktyka NGC 100
- planetoida (100) Hekate
- kometa krótkookresowa 100P/Hartley

## W kalendarzu
100. dniem w roku jest:
- w kalendarzu gregoriańskim (aktualnie używany kalendarz w Polsce) to 10 kwietnia (w latach przestępnych jest to 9 kwietnia),
- w kalendarzu juliańskim to 10 kwietnia (w latach przestępnych to 9 kwietnia), który do roku 2100. wypada w kalendarzu gregoriańskim 28 marca (a w latach przestępnych w dniu 27 marca),
- w kalendarzu żydowskim to 11 Tamuz,
- w kalendarzu muzułmańskim to 11 rabi al-achar.

Zobacz też co wydarzyło się w roku 100, oraz w roku 100 p.n.e.

## W miarach i wagach
- 100 stopni w skali Celsjusza to temperatura wrzenia wody na poziomie morza
- 100 km nad ziemią znajduje się linia Kármána, która jest umowną granicą pomiędzy atmosferą Ziemi i przestrzenią kosmiczną

## W Biblii
- 100 lat miał patriarcha Abraham, w dniu w którym urodził się jego syn Izaak (Rdz 50,22[8])[9]
- 100 szekli srebra kary musiał zapłacić mąż fałszywie oskarżający żonę o brak dziewictwa przed ślubem (Pwt 24,19[8])[9]
- 100 napletków Filistynów zażądał król Saul od Dawida w zamian za rękę swojej córki Mikal (1Sm 18,25[8])[9]
- 100 proroków ocalił Abdiasz przed prześladowaniami ze strony Izebel (1Kr 18,4[8])[9]
- 100 owiec liczyło stado w przypowieści o zagubionej owcy (Mt 18,12; Łk 15,4[8])[9]
- 100-krotna nagroda czeka tego, który zostawił wszystko i poszedł za Jezusem i Ewangelią (Mk 10,30[8])[9]
- 100 funtów ważyła mirra i aloes, którą przyniósł Nikodem do namaszczenia ciała Jezusa (J 19,39[8])[9]